# Paul Xuereb

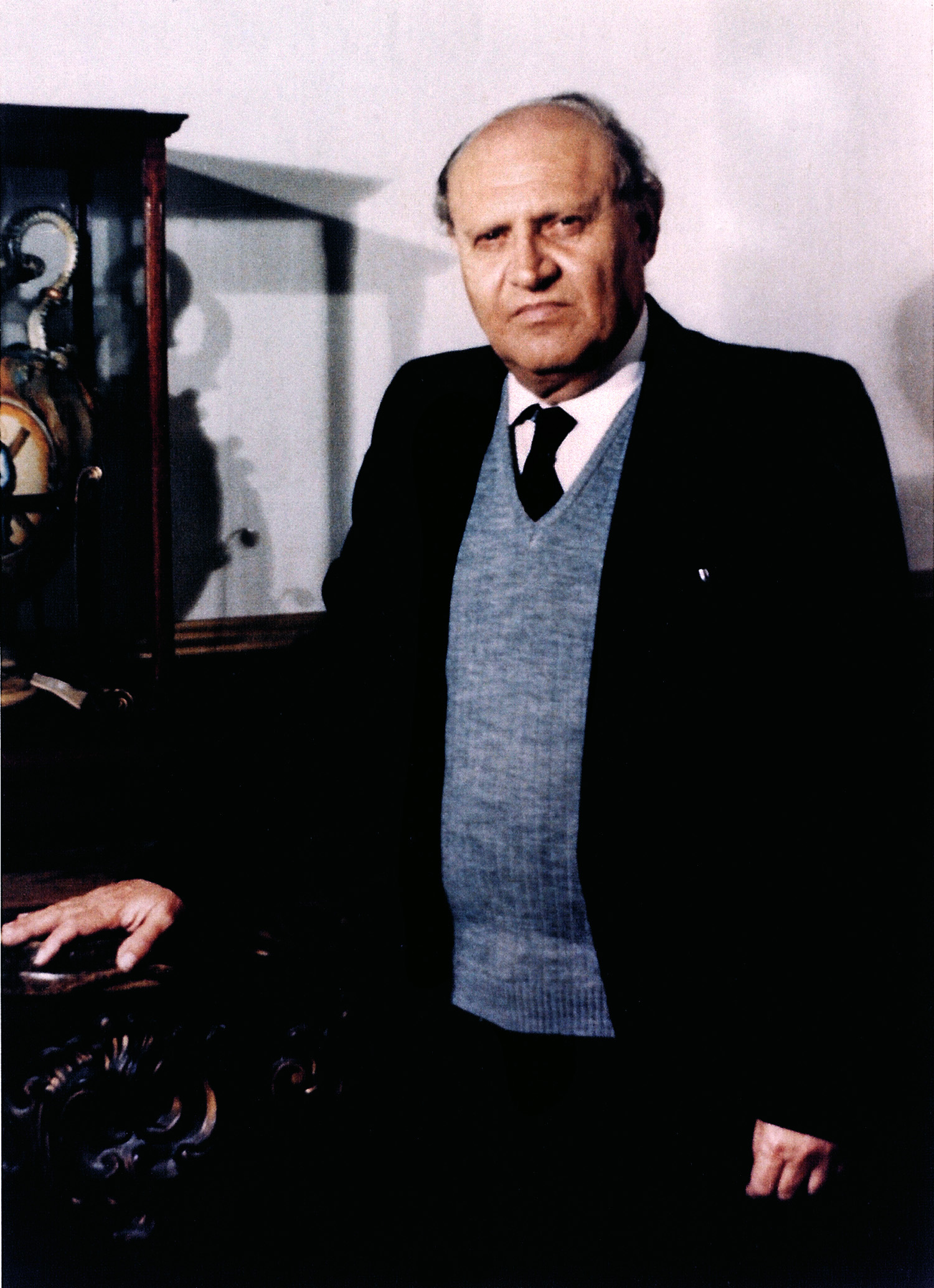
Paul Xuereb

Pawlu „Paul“ Xuereb (* 21. Juli 1923 in Rabat; † 6. September 1994) war ein maltesischer Politiker und von 1987 bis 1989 amtierender Präsident der Republik Malta.

## Studium und berufliche Tätigkeiten
Der Sohn eines Lehrers und Drehbuchautors diente im Zweiten Weltkrieg von 1942 bis 1944 als Kanonier in einer Flugabwehreinheit der Royal Malta Artillery. Für seine Tapferkeit wurde er in dieser Zeit mehrfach ausgezeichnet. Von 1944 bis 1946 arbeitete er als Angestellter der Ingenieurabteilung der damals britischen Werft auf Malta. Anschließend studierte er von 1946 bis 1949 Journalismus, Politische Ökonomie und Politikwissenschaften an der University of London. Sein Studium finanzierte er sich durch Tätigkeiten als Buchhalter und später als Angestellter im Finanzamt.
Nach der Rückkehr nach Malta 1950 war er acht Jahre als Geschäftsführer der Fardex Trade Development Company Ltd. tätig. In den Jahren 1958 und 1959 war er kurzzeitig als Rektor eines Lyzeums Angestellter des Erziehungsministeriums.

## Politische Laufbahn

### Abgeordneter
Von 1959 bis 1964 war Xuereb Literaturredakteur und stellvertretender Herausgeber des Organs der Malta Labour Party (MLP), „The Voice of Malta“. Im Anschluss daran wurde er 1964 Generaldirektor des Verlagshauses der MLP. Bereits 1962 begann er seine politische Laufbahn mit der Kandidatur zum Repräsentantenhaus. Vom 17. Februar 1962 bis zu seinem Rücktritt am 27. April 1983 zu Gunsten des späteren Premierministers Carmelo Mifsud Bonniċi blieb er Mitglied des Parlaments.

### Minister
Nachdem die MLP nach neunjähriger Opposition am 21. Juni 1971 wieder die Regierung stellte, berief ihn der damalige Premierminister und Vorsitzende der MLP Dom Mintoff im August 1971 zum Parlamentarischen Staatssekretär im Amt des Premierministers. Bereits zwei Monate später wurde Xuereb Minister für Handel, Industrie, Landwirtschaft und Tourismus. Auch dieses Amt behielt er bis zum 27. April 1983. Darüber hinaus war er zeitweise Sprecher des Repräsentantenhauses.
Nach seinem Rückzug aus der aktiven Politik wurde Xuereb Vorsitzender mehrerer Bankgesellschaften.

### Amtierender Präsident von Malta
Am 15. Februar 1987 ernannte ihn der damalige Premierminister Carmelo Mifsud Bonniċi als Nachfolger von Agatha Barbara zum amtierenden Präsidenten der Republik Malta. Dieses Amt behielt er bis zu seiner Ablösung durch Censu Tabone am 4. April 1989.

## Schriftsteller
Paul Xuereb veröffentlichte während seiner journalistischen Tätigkeit von 1966 bis 1971 mehrere Romane in maltesischer Sprache. Für seinen Roman „Meta…“ erhielt er 1986 den Maltesischen Literaturpreis. Neben weiteren Kurzgeschichten veröffentlichte er auch historische Reiseführer über Malta.